# 桃原美奈
桃原 美奈（ももはら みな、1985年11月14日 - ）は、日本のタレント、女性モデル、元レースクイーン。愛称は、桃んが。
大阪府出身。イー・スマイル所属。妹は関連事務所に所属しモデルとして活動している桃原日香里（ももはら ひかり）。

## 略歴
- 2006年10月に事務所入りし[2]、2007年、SUPER GT（以下SGTと略）「TOTAL BENEFIT JIM GAINERレースクイーン」としてRQデビュー。同年、スーパー耐久「ART TASTEレースクイーン」も務めた。桃園書房から発売されたRQ雑誌「PIT GIRLS」にデビュー間も無く、表紙とグラビアを飾る。同時にスカパー『エンタ371』で放送されていた番組にも多数出演。アキバ系BBチャンネルで放送されていた「アイドル革命きゅるるん」でグランプリを獲得。そして特典として、1stDVDと冠番組「TPY 持ち込み歓迎」を芸人のザクマシンガンと勤める。(以降は「桃かん」と名前を変えて数年冠番組に出演。
- 2008年、SGT「JIM GAINER TBレースクイーン」を務める。BS日テレで投票されたRQ人気投票「QUEEN OF QUEEN」で4位となる。同年、Fリーグ「名古屋オーシャンズ」のピッチクイーンユニット『WING』のメンバーに就任する[3]。
- 2009年にはSGT「DUNLOP SARDレースクイーン[4]」、三栄書房「ギャルズパラダイス トップレースクイーン編」の表紙、グラビアを飾る。2ndDVD「ピーチ姫」発売日。2010年はSGT「DENSO Sard Racing Queen[5]」として活動。事務所をイー・スマイルに移籍する。活動拠点を東京に移す。
- 2011年、RQユニット「sucre」に参加。SGT「TEAM S Road MOLA」のレースクイーンを務める。同年チームはシリーズチャンピオンを獲得。そして日本レースクイーン大賞を受賞とともにRQ引退を発表した。
- 2012年7月1日より、オートスポーツWebのナビゲーターとしてモータースポーツ関連の取材やコラム執筆、動画ニュースのMCを務める。
- 2012年11月12日、イー・スマイル所属者としては初となる東京オートサロンのイメージガールユニット「A-class」の2013年度メンバーに選ばれる[6]。三栄書房「ゴルフトゥデイ」のイメージガール「バーディーズ」。GTnetイメージガール。その後GTnetカフェ車検の動画等にも出演。
- 2015年、SGTでZENTのアシスタントマネージャーを務める[7]。
- 2016年2月末のフェスタソーレ東京撮影会を以って撮影会モデルを卒業[8]、以降はマネージャー業、現在もオートスポーツweb終身名誉ナビゲーターとして「脇阪寿一の言いたい放題」の番組MCを務める。
- 2019年12月24日に入籍。2020年2月20日の「脇阪寿一のSUPER言いたい放題」で発表した[9][10]。
- 2020年11月15日、自身のTwitterにてチームマネージャーを務める「TGR TEAM ZENT CERUMO」を卒業することを発表。[11]　2020年11月29日から30日に行われた「2020 AUTOBACS SUPER GT Round8　たかのこのホテル FUJI GT300km RACE」をもって卒業した。[12]
- 2021〜2022年 SUPER FORMULAに参戦する、B-Max Racing teamにて「B-MAX Glory Girls」として、レジェンドRQとして活動。事務所のアイドルユニット「e-smiley」として、西村いちか、立花かな(2021年)、2022年は西村いちか、小越しほみと3人組のアイドルユニットとして数回ライブを行った。2021年4月〜2022年4月まで、西村いちか、小越しほみと3人でtipstar(競輪、オートレースapp)にて「元祖ポンコツRQレジェンドチーム」として出演。

## 人物
- 趣味は夏。ゴルフ、料理、パソコンをいじること。
- 特技は日本舞踊。
- 好きな色はピンク、白、水色。
- 高校卒業後はカラオケボックスでアルバイトをしていたが[2]、タレントになって自分磨きしたいと思い事務所に入った[13]。
- 事務所の同僚だった小野さゆりと仲が良く[14]、仕事やプライベートでもよく一緒になるほどである。

## 作品

### 映像作品
- Wink02（2008年8月29日、オルスタックピクチャーズ）
- ピーチ姫（2009年5月29日、オルスタックピクチャーズ）

### 参加作品（CD）
- TOKYO AUTOSALON 2013 presents EVOLUTION #09（avex trax・オートサロン会場限定販売商品）
  - 曲名「My Reflection」「Go Ready Go」

## 出演

### テレビ番組
- 銀玉王（サンテレビ）
- アイドルスナイパー〜平成アイドル図鑑〜（2009年4月 - 2010年9月、テレビ大阪）
- オーシャンズTV（東海テレビ）

### WEB放送
- アキバ系BBチャンネル『桃かん』（2009年5月 - ）

### イベント
- 大阪オートメッセ「TOTAL BENEFITブース」（2007年2月）
- 東京オートサロン「XANADUブース」（2009年1月）
- 大阪モーターショー「ハセブロブース」（2009年12月）
- 東京オートサロン「SUZUKIブース」（2011年1月）
- 東京オートサロン「avexキャンペーンガール」（2012年1月）
- 大阪オートメッセ「avexキャンペーンガール」（2012年2月）
- 東京オートサロン「東京オートサロンイメージガールA-class2013」（2013年1月）
- 福岡カスタムカーショー「東京オートサロンイメージガールA-class2013」（2013年2月）
- バンコクインターナショナルオートサロン「東京オートサロンイメージガールA-class2013」（2013年6月）